# 美術監督組合
美術監督組合（Art Directors Guild, 略称: ADG）は、アメリカ合衆国の労働組合で、国際演劇雇用者同盟（IATSE）の一部である。
ADGのスポンサー活動には、毎年行っている美術監督組合賞、ギャラリー800（Gallery 800）と呼ばれるアートギャラリー、年会ディレクトリ、技術研修プログラム、パースペクティブ（Perspective）と呼ばれる専門の季刊のニュース誌などがある。

## 歴史
1937年5月6日、ハリウッドのメジャースタジオの59名の美術監督がハリウッド・ルーズベルト・ホテルに集い、映画美術監督協会（Society of Motion Picture Art Directors, SMPAD）を設立した。1967年より、テレビの美術監督も会員資格を得られるようになった。